# Innamoramento (chanson)
Pour l'album du même nom, voir Innamoramento.
Singles de Mylène Farmer
Optimistique-moi
(2000) Dessine-moi un mouton (Live)
(2000)
Innamoramento est une chanson de Mylène Farmer, sortie en single le 18 juillet 2000 en tant que cinquième extrait de l’album Innamoramento. 
Cette ballade écrite par Mylène Farmer et composée par Laurent Boutonnat, dont le titre italien signifie "s'énamourer", fait référence au livre Le Choc amoureux de Francesco Alberoni.
Le clip, réalisé par François Hanss, mêle des images de l'interprétation de la chanson lors du Mylenium Tour à Bercy avec des séquences de Mylène Farmer tournées à l'étang du Désert d'Ermenonville. 
La chanson connaît le succès en France, atteignant la 3e place du Top 50, et permet à l'album de se maintenir dans les meilleures ventes durant l'été.

## Contexte et écriture
Alors que son album Innamoramento, sorti en avril 1999, s'est écoulé à plus d'un million d'exemplaires et que sa tournée triomphale Mylenium Tour s'est achevée en mars 2000 en Russie, Mylène Farmer décide au printemps 2000 de produire une jeune inconnue, Alizée, pour interpréter un titre qu'elle a écrit, Moi... Lolita.

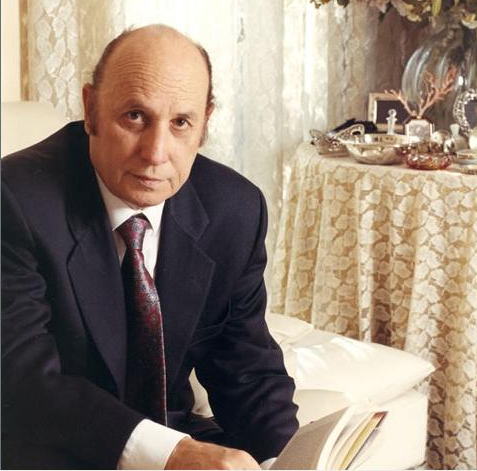
Francesco Alberoni.

En même temps, elle termine l'exploitation de l'album Innamoramento en sortant la chanson éponyme en tant que dernier single, après L'Âme-Stram-Gram, Je te rends ton amour, Souviens-toi du jour... et Optimistique-moi, qui se sont tous classés dans le Top 10.
Cette ballade écrite par Mylène Farmer et composée par Laurent Boutonnat, dont le titre italien signifie "s'énamourer", fait référence au livre Le Choc amoureux de Francesco Alberoni, qui retrace les émotions ressenties lors d'une rencontre amoureuse, entre les peurs liées aux histoires passées (« J'ai devant moi une porte entrouverte, même s'il me faut tout recommencer », « Ma mémoire aux portes condamnées », « L'inconnu a meurtri plus d'un cœur ») et les sentiments puissants incontrôlables (« J'n'ai pas choisi de l'être », « Tout se dilate et cède à tout », « Tout son être s'impose à nous »).

La chanteuse reprend d'ailleurs une citation de ce livre dans le livret de l'album Innamoramento : 

« L'Amour naissant, "l'Innamoramento" italien. L'étincelle dans la grisaille quotidienne. Le bonheur mêlé d'inquiétude parce qu'on ignore si ce sentiment est partagé. Un état transitoire qui débouche parfois sur l'Amour. Un phénomène comparable aux mouvements collectifs révolutionnaires. »

## Sortie et accueil critique
Le single sort le 18 juillet 2000, avec une pochette reprenant une photo floue du clip Optimistique-moi. La version single est légèrement plus courte que la version album.

### Critiques
- « Lent et très inspiré, une des plus jolies mélodies qu'elle nous ait offerte jusqu'ici. Tout simplement planant. » (7 Extra)[3]
- « Une mélodie d'excellente tenue. » (Télé Top Matin)[4]
- « Une soyeuse mélodie jumelle d'Ainsi soit je.... » (La Dernière Heure)[5]
- « L'une des chansons les plus réussies de Mylène Farmer. »[1]

## Vidéo-clip

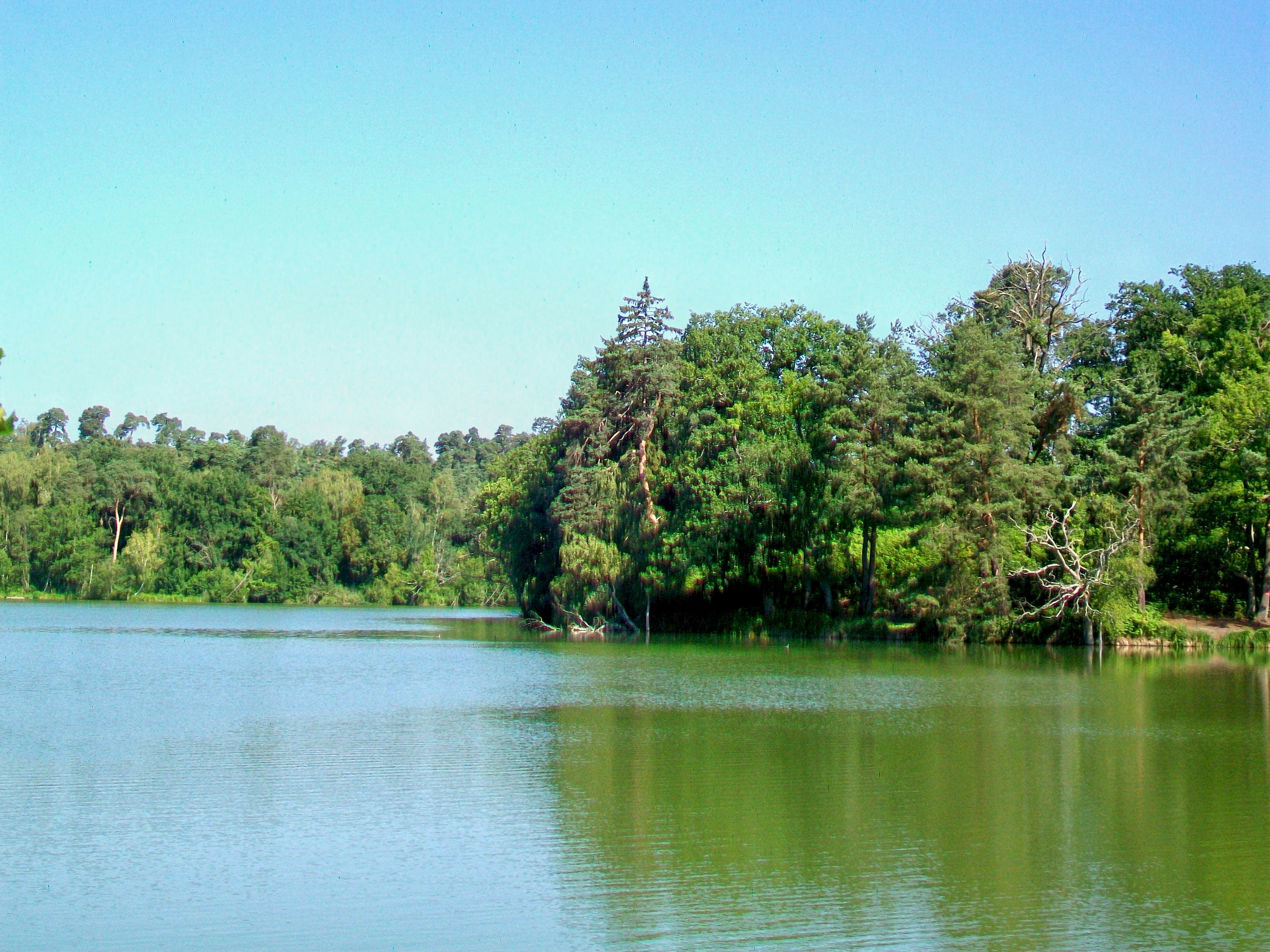
L'étang du Désert d'Ermenonville.

Réalisé par François Hanss, qui avait déjà réalisé le clip de Je te rends ton amour, le clip mêle des images de l'interprétation de la chanson lors du Mylenium Tour à Bercy avec des séquences de Mylène Farmer en robe blanche tournées à l'étang du Désert d'Ermenonville, faisant ainsi la transition entre l'album studio Innamoramento et l'album Live Mylenium Tour, annoncé pour la fin de l'année 2000.
Certaines images de concert et de nature se fondent entre elles, comme les images de l'étang avec celles de la foule vue de haut (telle une marée humaine), les images d'herbes hautes avec celles des bras levés du public, ou encore des images de la chanteuse sur scène et en pleine nature.   

### Sortie et accueil
Le clip est diffusé pour la première fois à la télévision le 12 juillet 2000.
- « Un clip simple, mais qui nous montre une Mylène radieuse, lumineuse et particulièrement en beauté. »[1]

## Promotion
Mylène Farmer n'effectue aucune promotion pour la sortie de ce single.

## Classements hebdomadaires
Dès sa sortie, le titre atteint la 3e place du Top Singles, dans lequel il reste classé durant 20 semaines (dont 11 semaines dans le Top 50).
Il permet également à l'album Innamoramento de se maintenir parmi les meilleures ventes durant l'été.
| Classement (2000)  | Meilleure position |
| ------------------ | ------------------ |
| Belgique- Wallonie | 24                 |
| Europe             | 17                 |
| France (Ventes)    | 3                  |
| France (Radios)    | 29                 |
| Suisse             | 56                 |

## Liste des supports
| 1. | Innamoramento (Version Single)                     | 4:50 |
| 2. | Innamoramento (Darkness Remix, par Hot Sly & Visa) | 5:26 |

| 1. | Innamoramento (Version Single)                     | 4:50 |
| 2. | Innamoramento (Darkness Remix, par Hot Sly & Visa) | 5:26 |
| 3. | Innamoramento (Anamor Remix, par Quentin & Visa)   | 4:40 |
| 4. | Innamoramento (Momento Dance Mix, par Hot Sly)     | 6:12 |

| A1. | Innamoramento (Momento Dance Mix, par Hot Sly)     | 6:12 |
| A2. | Innamoramento (Anamor Remix, par Quentin & Visa)   | 4:40 |
| B1. | Innamoramento (Darkness Remix, par Hot Sly & Visa) | 5:26 |
| B2. | Innamoramento (Version Single)                     | 4:50 |

## Crédits
- Paroles : Mylène Farmer
- Musique, arrangements et production : Laurent Boutonnat
- Mixage : Bertrand Châtenet
- Claviers et programmations : Laurent Boutonnat
- Guitares : Jeff Dahlgren
- Batteries : Abraham Laboriel Junior, Matthieu Rabaté et Denny Fongheiser
- Basses : Abraham Laboriel, Jerry Watts et Billy Sheehan
- Chœurs : Carole Rowley[16]

## Interprétations en concert
Mylène Farmer interprète Innamoramento pour la première fois en concert, lors du Mylenium Tour, où elle fait office de final.
Absente des tournées suivantes, la chanson sera de nouveau interprétée lors de la résidence de Mylène Farmer à Paris La Défense Arena en 2019, durant laquelle elle chante le titre en piano-voix.

## Albums et vidéos incluant le titre

### Albums de Mylène Farmer
| Année | Album          | Version                                     | Durée | Certifications de l'album   |
| 1999  | Innamoramento, | Version Album Instrumental (réédition 2021) | 5:20  | Diamant · Platine · Platine |
| 2000  | Mylénium Tour  | Live 1999                                   | 6:13  | 2 × Platine · Or            |
| 2001  | Les mots       | Version Single                              | 5:10  | Diamant · 2 × Platine · Or  |
| 2019  | Live 2019      | Live 2019                                   | 8:30  | Platine                     |
| 2020  | Histoires de   | Version Album                               | 5:20  | Platine                     |

### Vidéos de Mylène Farmer
| Année | Vidéo                             | Version    | Durée | Certifications de la vidéo         |
| 2000  | Music Videos III (VHS)            | Vidéo-clip | 5:52  | -                                  |
| 2000  | Mylénium Tour                     | Live 1999  | 6:49  | Diamant (VHS) · Diamant (DVD) · Or |
| 2001  | Music Videos II & III (DVD)       | Vidéo-clip | 5:52  | Diamant                            |
| 2019  | Live 2019                         | Live 2019  | 8:30  | Diamant                            |
| 2021  | Les clips - L'intégrale 1999-2020 | Vidéo-clip | 5:52  | -                                  |